# 검은목황새
검은목황새(Black-necked stork)는 황새과에 속하는 키가 큰 긴 목을 가진 황새의 일종이다. 이 새는 인도 아대륙과 동남아시아 전역에 서식하며 오스트레일리아에는 분리된 개체군이 있다. 이 새는 습지 서식지와 쌀, 밀과 같은 특정 작물의 들판 근처에서 서식하며 다양한 동물 먹이를 찾다. 성체 조류는 남녀 모두 부리가 크고 흰색과 자극적인 검은색으로 무늬가 있지만, 암컷은 노란색 홍채를, 수컷은 어두운 색 홍채를 가지고 있다. 오스트레일리아에서는 검은머리황새라고 알려져 있지만, 이 이름이 아메리카 대륙에서 발견되는 황새 종을 가리킨다. 이 황새는 먹이를 주고 번식할 때 영토가 강한 몇 안 되는 황새 중 하나이다.

## 묘사
검은목황새는 키가 129~150cm이고 날개 길이가 230cm인 큰 새이다. 이 종의 유일한 몸무게는 4,100g인 단일 표본이었지만, 이는 밀접하게 관련된 비슷한 크기의 장다리황새의 평균 체질량보다 거의 35% 적다. 따라서 이 검은목황새 표본은 도달 가능한 크기나 다소 영양실조 상태였을 수 있다. 깃털 무늬는 성체와 다른 어린 새들 사이에서 두드러진다. 성체는 광택이 나는 푸르스름한 검은색 홍채 머리, 목, 2차 비행 깃털과 꼬리, 구리빛 갈색 왕관, 밝은 흰색 등과 배, 약간 오목한 윗 가장자리가 있는 검은 부리, 밝은 빨간색 다리를 가지고 있다. 성별은 동일하지만 성체 암컷은 노란색 홍채를 가지고 있는 반면 성체 수컷은 갈색을 가지고 있다. 6개월 미만의 성체는 갈색 홍채를 가지고 있으며, 뚜렷이 작고 곧은 부리를 가지고 있다. 부드러운 외관, 갈색 머리, 목, 윗등, 날개와 꼬리, 흰색 배, 그리고 어두운 다리를 가지고 있다. 6개월 이상의 성체는 특히 홍채가 부분적으로 발달한 머리와 목에 얼룩덜룩한 모양을 가지고 있고, 짙은 갈색 외부 원초, 날개를 닫을 때 어깨 패치를 형성하는 흰색 내부 원초, 성체와 크기는 같지만 여전히 곧은 무거운 부리, 어두운에서 연한 분홍색 다리를 가지고 있다. 대부분의 황새와 마찬가지로 검은목황새는 왜가리처럼 후퇴하지 않고 목을 쭉 뻗은 채 날아다닌다. 비행 중에는 가시처럼 보이며, 흰색 날개 사이로 검은 목이 달리는 모습 (다소 비슷해 보이는 철새인 먹황새는 전체적으로 검은 날개를 가지고 있다)이 특징이다.

## 분포 및 서식지
인도에서는 서부, 중부 고원, 북부 갠지스 평원에서 동쪽으로 아삼주 계곡까지 널리 분포하지만, 인도 아대륙과 스리랑카에서는 드문다. 이 독특한 황새는 파키스탄 남부와 동부에서 가끔씩 잡히는 잡종으로, 네팔 중부 저지대에서 확인된 번식 종이다. 동남아시아, 뉴기니섬을 거쳐 오스트레일리아 북부까지 서식한다. 두루미, 저어새 및 기타 황새 종과 같은 다른 대형 물새와 비교할 때, 검은목황새는 대형 물새 종의 다양성이 높은 지역에서 가장 적게 서식한다.
알려진 가장 큰 번식 개체군은 인도 남서부 우타르프라데시주의 대부분 농경지에서 발생한다. 경작지와 습지의 모자이크로 이루어진 이 지역에서는 평방 km당 약 0.099마리의 새 밀도가 추정되었다. 약 6쌍이 케올라데오 국립공원의 29km2를 사용하는 것으로 밝혀졌다. 한 쌍의 번식이 비하르주 서부 바갈푸르 지역에서 관찰되었다.
스리랑카에서 이 종은 얄라 국립공원에 4~8쌍의 번식 쌍을 가진 희귀한 번식 서식지이다. 이 종은 매우 희귀하며 방글라데시와 태국에서는 더 이상 번식하지 않을 가능성이 있다.
검은목황새는 다양한 자연 및 인공 습지 서식지에서 먹이를 찾는다. 그들은 호수, 연못, 습지, 범람한 초원, 우각호, 늪, 강, 물 초원과 같은 담수 자연 습지 서식지를 자주 이용한다. 이 황새들이 사용하는 담수 인공 습지 서식지에는 범람한 휴경지와 논, 습한 밀밭, 관개 저장 연못과 운하, 하수 연못, 건조한 범람원 등이 있다. 맹그로브 개울과 습지를 포함한 인도 해안 습지 서식지에서도 소수의 개체수가 관찰된다. 경작지에서는 자연 습지를 먹이로 삼는 것보다 선호하지만, 홍수가 난 논은 계절풍 기간 동안 호수와 연못의 과도한 홍수로 인해 우선적으로 사용된다. 둥지는 보통 인도와 저지대 네팔처럼 큰 습지의 외딴 지역이나 경작지에 위치한 나무 위에 있다.

## 행동생태학
이 큰 황새는 춤과 같은 과시를 가지고 있다. 한 쌍의 황새가 서로 마주보고 스토킹하며 날개를 펴고 날개 끝을 빠르게 펄럭이며 만날 때까지 머리를 앞으로 내밀었다. 그런 다음 부리를 부딪치고 걸어 나간다. 과시는 1분 동안 지속되며 여러 번 반복될 수 있다.
인도의 둥지 건설은 계절풍의 절정기에 시작되며, 대부분의 둥지는 9월에서 11월 사이에 시작된다. 이후 1월까지 새로 지어진 둥지는 거의 없다. 둥지는 큰 나무에 둥지를 틀고, 때로는 큰 습지나 농경지에서 고립되기도 한다. 농경지에서는 인간의 방해로 인해 일부 지역에서는 둥지 성체가 둥지를 버릴 수 있지만, 다른 지역에서는 황새가 성공적으로 둥지를 틀었다. 둥지는 너비가 최대 3~6ft에 달하며 막대기, 나뭇가지, 덤불, 수초, 때로는 진흙 석고로 가장자리를 장식하기도 한다. 둥지는 해마다 재사용될 수 있다. 일반적인 알무더기는 네 개의 알로, 색깔은 둔탁하고 타원형이지만, 하나에서 다섯 개의 알까지 다양하다. 정확한 부화 기간은 알려져 있지 않지만 약 30일 정도로 추정된다. 병아리는 흰색 털이 있는 상태에서 부화하며, 일주일 이내에 목 아래쪽의 짙은 회색으로 교체된다. 견갑 깃털이 먼저 나타나고, 그 다음에 주요 깃털이 나타난다.